# Psychologies
«Psychologies» (с фр. — «Психология») — ежемесячный научно-популярный журнал по психологии. Был основан во Франции в 1970 году.
Журнал издаётся в Германии, Италии, Испании, Бельгии, Великобритании, Румынии, Китае и с 2005 года в России. Девиз журнала — «Найти себя и жить лучше».

## История
Журнал Psychologies был основан во Франции в 1970 году. В 1997 году его новым владельцем и руководителем стал Жан-Луи Серван-Шрайбер (фр. Jean-Louis Servan Schreiber). Сегодня журнал занимает второе место во Франции по популярности после Marie Claire.
В 2004 году Hachette Filipacchi Médias приобрела 49 % капитала Finev.
В 2005 Psychologies открыли для себя читатели ещё пяти стран мира — Италии, Испании, Бельгии, Великобритании и России. Российская версия журнала запущена в декабре 2005 года издательским домом «Hachette Filipacchi Shkulev» (ныне «Hearst Shkulev Media»).
В 2006 и 2007 годах были созданы китайские и румынские издания.
В 2008 году Largardère Active выкупите из оставшихся 51 % капитала Finev, и было создано мексиканское издание.

### Тираж
В настоящее время тираж журнала составляет 220 000 экземпляров.
Тираж достиг 320 000 экземпляров в 2005 году.

## Авторы
В журнале публикуются видные психологи России и других стран:
- Галина Солдатова — профессор факультета психологии МГУ им. М. В. Ломоносова (Россия);
- Тоби Натан (фр. Tobie Nathan) — профессор клинической психологии Университета Paris — VIII (Франция);
- Давид Серван-Шрейбер — профессор клинической психиатрии, основатель и руководитель медицинского центра (Center for Complementary Medicine) при Питсбургском университете (США).